# 新潟县
37°37′N 138°52′E / 37.617°N 138.867°E
新潟縣（日语：／〔〕 Niigata ken */?）是日本的縣份之一，位於本州中部日本海側的北陸地方，轄區範圍相當於舊令制國中的越後國與佐渡國。全縣可細分為上越地方、中越地方、下越地方、佐渡地方等四個地區。其面積在各都道府縣中位居第五，海岸線全長635公里。轄有20市、6町、4村，其中縣廳所在地為新潟市。
由於「潟」字筆劃複雜，新潟當地自江戶時代開始常使用這一寫法。然而隨著印刷技術的普及和「潟」字在1981年被納入常用漢字，這一寫法已較少出現。而中文受過去日文写法影響，民间和包括日本大使馆在内的政府机关常誤將「新潟」寫為「／」。新潟縣官方為此特地公告正名，要求使用「新潟」這一正確名稱。

## 歷史

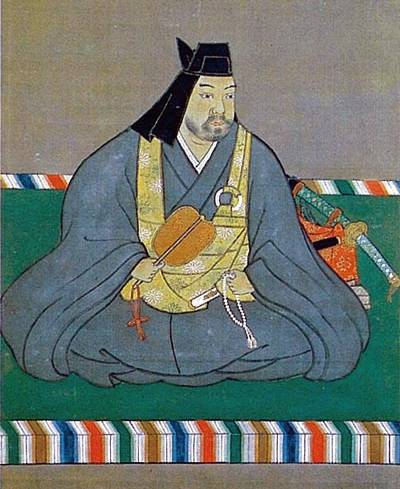
上杉謙信有「越後之龍」之稱

### 史前至江戶時代
新潟縣自1960年代開始發現舊石器時代的遺跡:24。在新潟多地發現了繩文時代的遺址，且在這些遺跡發現的火焰土器被列入日本國寶。彌生時代之後，日本進入農耕文化時代並開始使用金屬器。新潟縣內的彌生時代遺跡有下谷地遺跡、斐太遺跡等地:27。由於糸魚川一帶是翡翠產地，因此在新潟縣各地遺跡中發現了眾多玉飾:27。4世紀後期，新潟縣也開始出現古墳遺跡，其中菖蒲塚古墳等古墳受到了大和朝廷的影響:27。日本實施律令制之後，新潟縣分為越後、佐渡兩國，是日本中央政權進出東北地方的前線:29。平安時代後期，城氏是越後國最大的豪族。13世紀時，城氏在政爭中滅亡，關東武士成為越後國新的統治者:31。
14世紀中期，上杉氏和長尾氏開始崛起，成為越後國最大的實力者:32。1507年，守護代長尾為景下克上攻擊守護上杉房能，成為越後國最大勢力:32。1538年（天文7年），長尾為景將家督之位讓給長子晴景。晴景和自己的弟弟景虎（後來的上杉謙信）發生對立，最終以景虎的勝利告終:33。在上杉謙信和其養子上杉景勝統治期間，上杉氏發展為一大勢力，不僅控制了越後、佐渡兩國，還攻入了關東地方和北陸地方等地:33。本能寺之變後，上杉景勝和豐臣氏交好，領有越後、佐渡、庄內三地，是五大老之一:35。但在1598年（慶長3年），豐臣秀吉移封上杉景勝至會津，終結了上杉氏對越後國約260年的支配:36。江戶時代的越後國呈現諸多小藩和幕府領地並存的情況:38。在江戶時代，越後國地震、洪水等自然災害頻發，多次發生飢荒，是當時日本騷動最多的地區之一:40。但另一方面，越後國各地都進行了大規模的新田開發以發展農業:40。佐渡在江戶時代是重要的金銀產地，因地位重要而是幕府的直轄領地，海運興盛:42。

### 新潟縣的成立

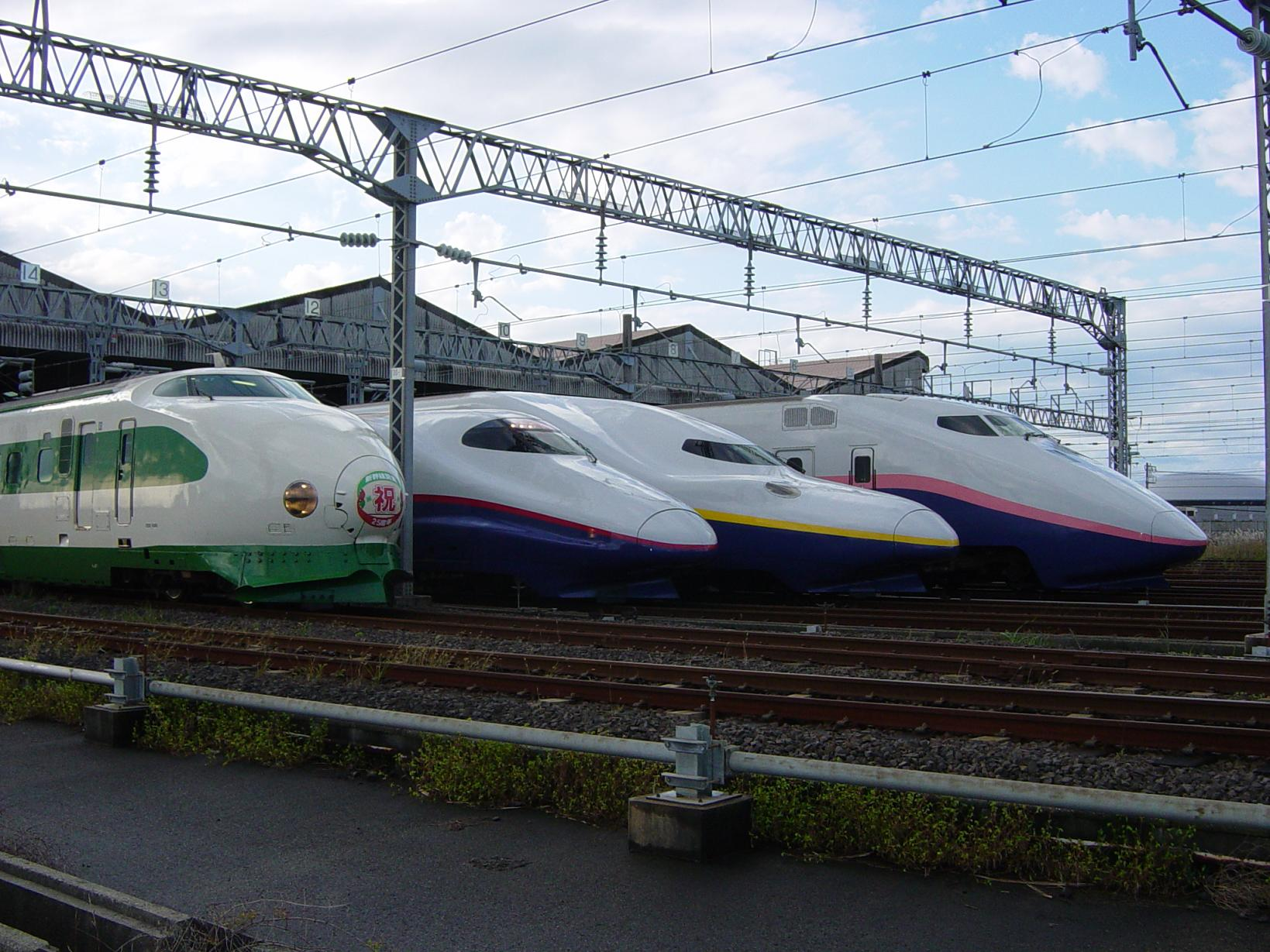
上越新幹線的列車

幕末時期，越後、佐渡兩國除了幕府領地和旗本領地之外，還有桑名、會津、米澤、新發田、高田等藩的領地。其中桑名、會津兩藩是支持幕府的勢力，會津藩更是奧羽越列藩同盟的中心，因此越後也是戊辰戰爭中局勢最為混亂的地區之一。新政府直到1872年秋季才得以控制越後國全境:45。1871年廢藩置縣時，越後、佐渡兩國分為村上縣、三日市縣、黑川縣、新發田縣、村松縣、峰岡縣、新潟縣、柏崎縣、与板縣、椎谷縣、高田縣、清崎縣、佐渡縣13個縣。同年年底，這13個縣整並為新潟縣、柏崎縣、相川縣。1873年，柏崎縣和新潟縣合併。1876年，相川縣和新潟縣合併。1886年，福島縣東蒲原郡劃入新潟縣，新潟縣確立了現在的轄區範圍:46。
新潟縣在第二代縣令楠本正隆治理時期實施了地租改正、文明開化等重大改革，是當時日本近代化速度最快的地區之一:46。近代的新潟縣有「地主王國」之稱。1924年時，新潟縣內擁有土地面積超過50公頃的大地主達256戶，位居日本第二。直到1890年代，新潟縣都是日本人口第一大縣。但隨著工業取代農業成為日本經濟主力，以農業為主的新潟縣長期人口流出，經濟發展停滯:48。為打破這一局面，當地政府實施了信濃川治水、新潟築港、興建鐵路等設施以實現產業近代化。這些政策使得新潟縣的近代化取得一定進展，縣稅收入、工業比重等指標均有成長，但和太平洋沿岸地區相比，新潟縣的發展仍較為滯後:50。1918年米骚动和第一次世界大戰的終結給日本社會帶來重大變化，新潟縣內也出現工會、農民的抗爭運動，大正民主氣氛高漲:51。在上越線全線通車之後，新潟縣成為自東京出發前往日本海最近的出海口。加上1930年代後日本軍國主義色彩日益加強，新潟縣在這一時期開始重工業化:52。滿洲國成立之後，新潟縣和山形、長野、熊本、廣島並列為送出滿蒙開拓移民最多的縣:53。1945年7月和8月，長岡市遭到美軍的大規模空襲，這也是新潟縣僅有的二戰盟軍空襲的記錄。

### 戰後以來的發展
二戰結束後，新潟縣實施了大規模土地改革。政府強制收購地主的土地並將其賣給農民，終結了「地主王國」的歷史:54。1960年代，新潟縣發生了長岡地震和新潟地震兩次大地震。但同樣在這一時期，新潟縣制定了綜合開發計劃，並且新潟市地區被指定為新產業都市，新潟縣的重工業取得大幅發展:54。另一方面，新潟縣人口持續流出，導致農村地區出現過疏的問題:54。1972年，提倡「日本列島改造論」，注重國土均衡發展的新潟縣出身的田中角榮成為日本首相。他上任之後大力促進新潟縣的基礎設施建設和工業化，促進上越新幹線、關越自動車道通車，雖使得新潟縣的對外交通大幅改善，但也導致新潟縣經濟愈發依賴東京:55。2004年，新潟縣發生中越地震。這次地震日本有觀測記錄以來第二次記錄下震度7的地震。2007年，新潟市升格為政令指定都市，是本州日本海沿岸首個政令指定都市。同年長岡市和上越市也升格為特例市。

## 地理

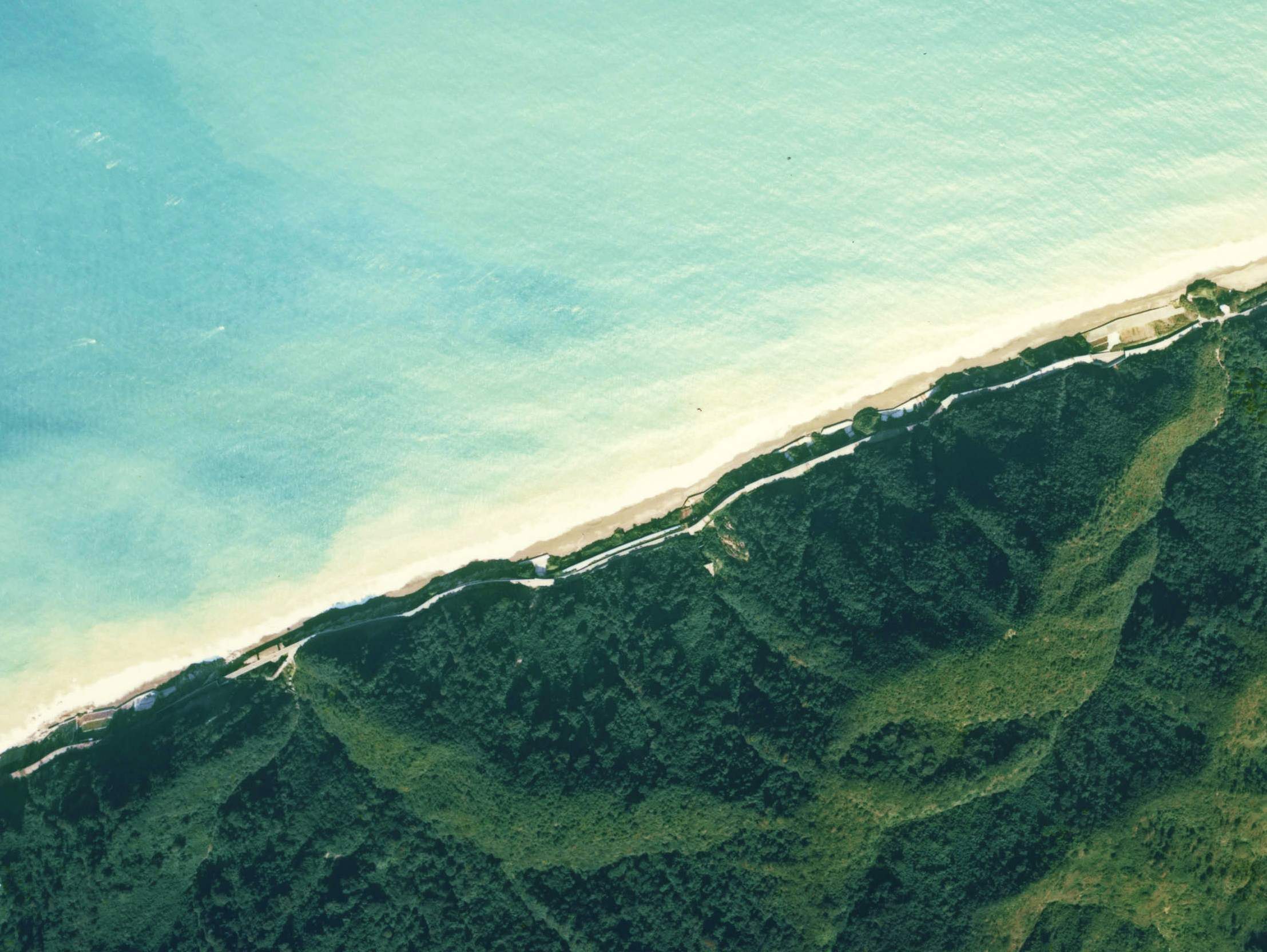
親不知·子不知海岸空拍

新潟縣地處本州日本海沿岸地區的中部，轄區範圍南北狹長，面積12,584.18平方公里，是日本面積第五大縣。新潟縣呈現外沿部分的山地包圍沿海地區的平原的地形，可以分為東部山地區、中部平原丘陵山地區、西部山地區、佐渡區、栗島區五個地區:484。新發田-小出構造線和直江津-八王子構造線是平地和山地的分界線:484。東部山地區的越後山脈是日本降雪量最多的地區之一，積雪的侵蝕也使得這一山脈的山容頗為險峻:484。新發田-小出構造線和直江津-八王子構造線之間的中部平原丘陵山地區地勢較為平緩，新潟縣人口大多居住於此。信濃川、阿賀野川等河流沖積形成的越後平原是本州島日本海沿岸面積最大的平原:484。這一地區的海岸線多沙灘和潟湖地形，但大多數潟湖在江戶時代中期後都被開發為農田:484。西部山地區以糸魚川靜岡構造線為界，可以分為東側的西頸城山地和西側的飛驒山脈兩個山區。飛驒山脈在日本海岸形成了親不知·子不知斷崖，地勢險要:485。新潟縣最高峰，標高2,766米的小蓮華山也是飛驒山脈的山峰。日本最長河流信濃川在新潟市入海。新潟縣內其他主要河流還有阿賀野川、魚野川等。
新潟縣有佐渡島和粟島兩個主要島嶼。佐渡島面積854.53平方公里，是日本面積第六大島（若包含未實際控制的南千島群島的話則是第八大島）。佐渡島的外形類似字母「S」，北部是大佐渡山地，南部是小佐渡山地，兩者之間是國中平原。島上的加茂湖是新潟縣面積最大的湖泊。粟島面積9.1平方公里。在1964年新潟地震時，靠近震中的粟島發生了明顯的隆起現象:485。
新潟縣有20個自然公園，面積佔全縣總面積的四分之一。新潟縣內有磐梯朝日國立公園、尾瀨國立公園、上信越高原國立公園、妙高戶隱連山國立公園、中部山岳國立公園五個國立公園，都位於新潟與其他縣交界的山區。另外新潟縣還有佐渡弥彥米山國定公園和越後三山只見國定公園兩個國定公園。

### 氣候

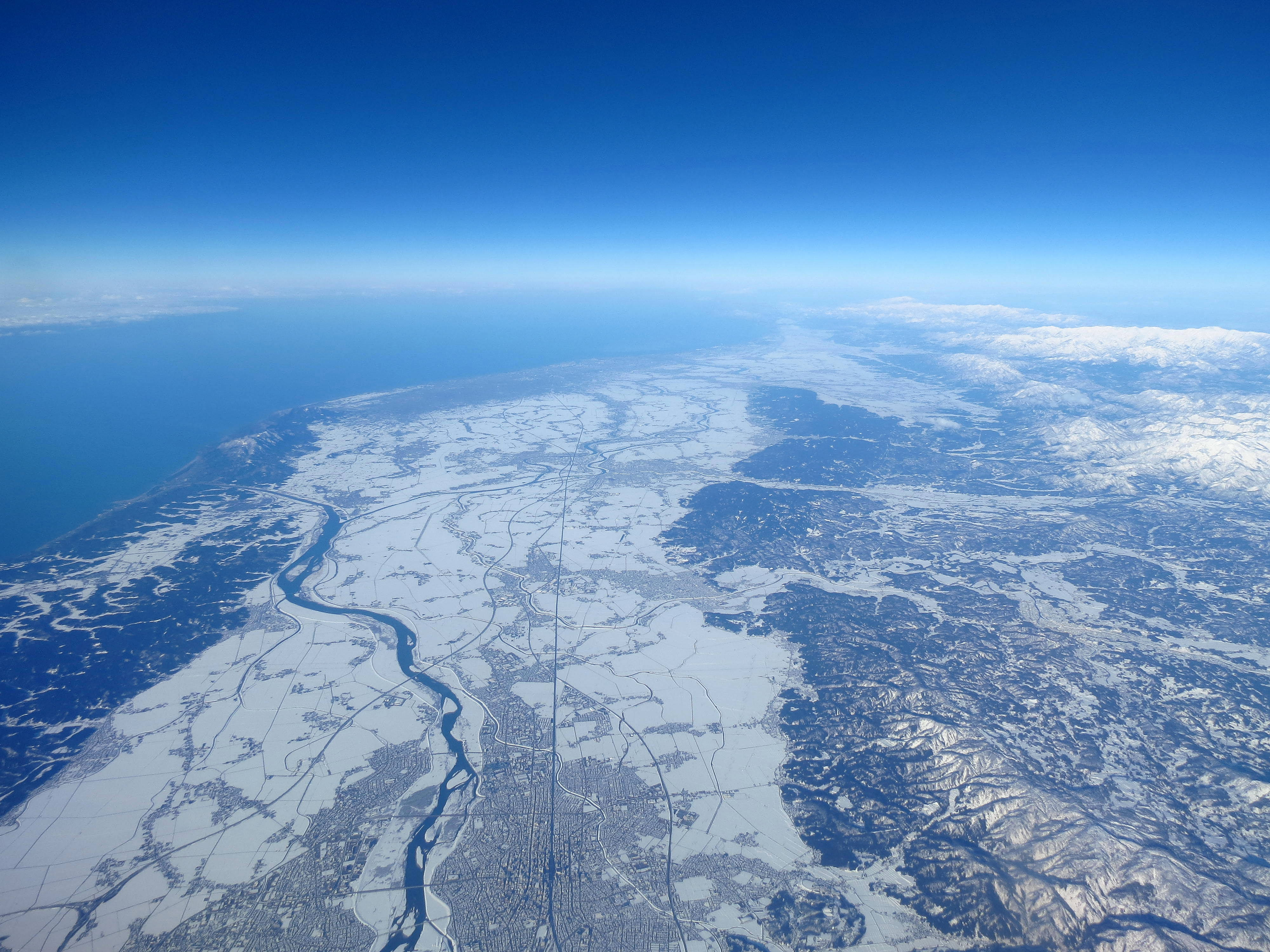
長岡市上空的冬日新潟縣空拍

新潟縣屬於典型的日本海側氣候，在冬季多有豪雪，夏季則晴天較多並時有焚風發生:486。新潟縣沿海地區和山區在氣溫、降水上有很大不同，海岸地區年平均氣溫有12至13度，而內陸則不到10度。沿海的新潟市的最深積雪不到50厘米，而縣界附近山區的最深積雪可超過4米:486。新潟全縣都是豪雪地帶，冬季的西北季風在途徑日本海上空時受對馬暖流的影響而獲得大量水汽，在碰到山地之後產生大量降雪:486。新潟縣的降水大多來自冬季的降雪，冬季的新潟少有晴天:486。而新潟縣在夏季梅雨特徵不如太平洋沿岸地區明顯，且少有颱風影響，晴天日數較多:486。新潟縣時有焚風現象發生，造成短時間內氣溫急劇上升和空氣乾燥的現象出現:486。

### 行政區劃

新潟縣行政區劃圖

在平成大合併之前，新潟縣有20市57町35村，是日本市町村數第三多的一級行政區，僅次於北海道及長野縣:489。之後，新潟縣的市町村數在平成大合併中大幅減少，現在只有20市6町4村。上越地方包括上越市、糸魚川市、妙高市。中越地方包括長岡市、三條市、柏崎市、小千谷市、加茂市、十日町市、見附市、魚沼市、南魚沼市、田上町、出雲崎町、湯澤町、津南町、刈羽村。下越地方包括新潟市、新發田市、村上市、燕市、五泉市、阿賀野市、胎內市、聖籠町、關川村、粟島浦村、弥彥村、阿賀町。佐渡地方由佐渡市一市構成。

## 人口
1888年時，新潟縣人口數超過160萬，是當時日本人口最多的一級行政區，佔日本總人口超過4%。在19、20世紀之交，新潟縣人口陸續被東京都、大阪府、愛知縣超過。1920年日本首次人口普查時，新潟縣有人口約177萬人，佔日本總人口的3.17%:489。1955年，新潟縣增加到247.3萬人。此後由於人口流出，新潟縣人口開始減少，1970年時減少到只有236.1萬人。1970年代之後，由於人口流出速度降低，新潟縣人口重新開始增加，在1997年達到249.2萬人的峰值。但因人口老齡化和少子化，此後新潟縣人口再次開始減少。2019年7月1日，新潟縣人口有2,227,496人。新潟縣人口中65歲以上人口佔越三成的比例，而14歲以下人口的比例不到高齡人口的一半。2014年，新潟縣的總和生育率有1.43，和日本平均值幾乎相同。新潟市集中了新潟縣約三分之一的人口，而長岡市、上越市則是中越地方和上越地方人口最多的城市。

## 政治
1996年日本導入小選舉區制之後，在眾議院選舉中，新潟縣被劃分為6個選舉區。新潟縣原本是自民黨和民主黨勢均力敵的地區。但在2012年眾議院選舉中，自民黨取得新潟縣六個選舉區的全勝。2014年眾議院選舉中，民主黨候選人也只在新潟縣第3區當選。2017年眾議院選舉時，民主黨的後繼政黨之一立憲民主黨候選人在新潟1區當選，自民黨候選人在新潟5、6區當選，其他三個選區則都是無黨籍人士當選。2021年眾議院選舉時，自民黨候選人在新潟2、3區當選；立憲民主黨候選人1、4、6區當選；無黨籍人士、前新潟縣知事米山隆一在新潟5區當選。
在參議院選舉中，新潟縣屬於新潟縣選舉區，原本有4名議員，但自2016年開始改為只有2名議員。在新潟縣選舉區有四名議員的時代，左右兩派政黨長期均分這兩個議席。在2016年該選區改為只有兩名議員的首次選舉中，無黨籍人士森裕子當選該選區議員。現在新潟縣的兩名參議院議員由自民黨和立憲民主黨瓜分。
新潟縣現任知事是花角英世，他在2018年新潟縣知事選舉中以接近50%的得票率首次當選。新潟縣議會共有53名議員。自民黨是新潟縣議會最大黨派，有31名議員。2016年度，新潟縣的財政力指數有0.435，處於日本中等水準。新潟縣和新潟市在2011年共同提出了新潟州構想，目的是解除二重行政並加強地方自治權，但這一構想迄今沒有實質進展。

## 經濟

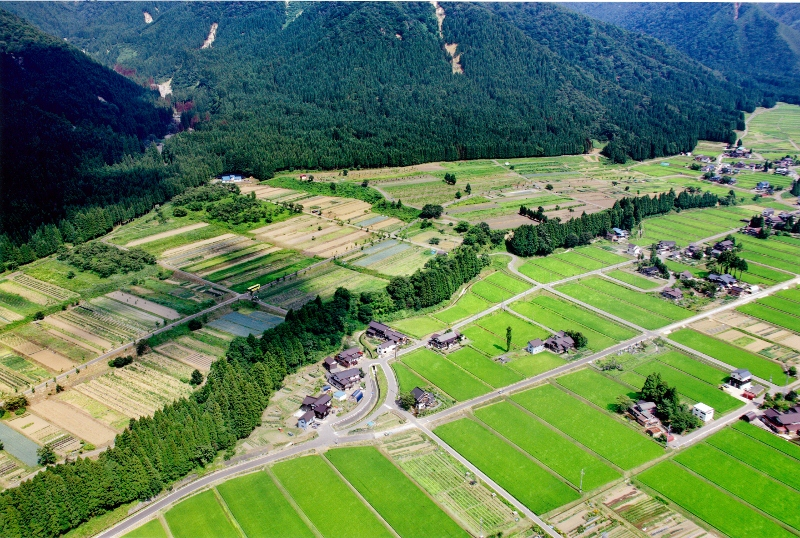
魚沼越光米的產地

2014年度，新潟縣的縣內生產總值有86,991億日元。人均縣民所得有269.7萬日元，相當於日本平均值的94%。

### 第一產業
新潟縣是日本少數糧食自給率超過100%的縣之一。2015年，新潟縣有農家約7.8萬戶，耕地面積17.1萬公頃，農業生產額2,388億日元。新潟縣是日本最重要的稻米產地之一。2016年，新潟縣的稻米產量高居日本首位。新潟縣生產的稻米中又以魚沼越光米品質最高。清澈的積雪融水、肥度適中的土壤、較大的溫差使得魚沼具備種植越光米的絕好條件。除了稻米之外，新潟縣的毛豆、西瓜等農產品的產量也是日本前列。新潟縣還是日本最大的球根類花卉栽培地。畜產業佔新潟縣農業產值的約18%，低於日本平均值（31%）。林業方面，新潟縣的森林面積是日本第六，但木材生產額只排名日本第34位。
因對馬暖流和日本海海底深層水在新潟海域交匯，使得新潟縣可同時捕撈到暖流系、寒流系的魚類。鰤魚是新潟縣捕撈量最多的魚類。長岡市的山古志鄉是錦鯉的發源地，每年十月的錦鯉品評會吸引了來自世界各地的錦鯉愛好者。

### 第二產業

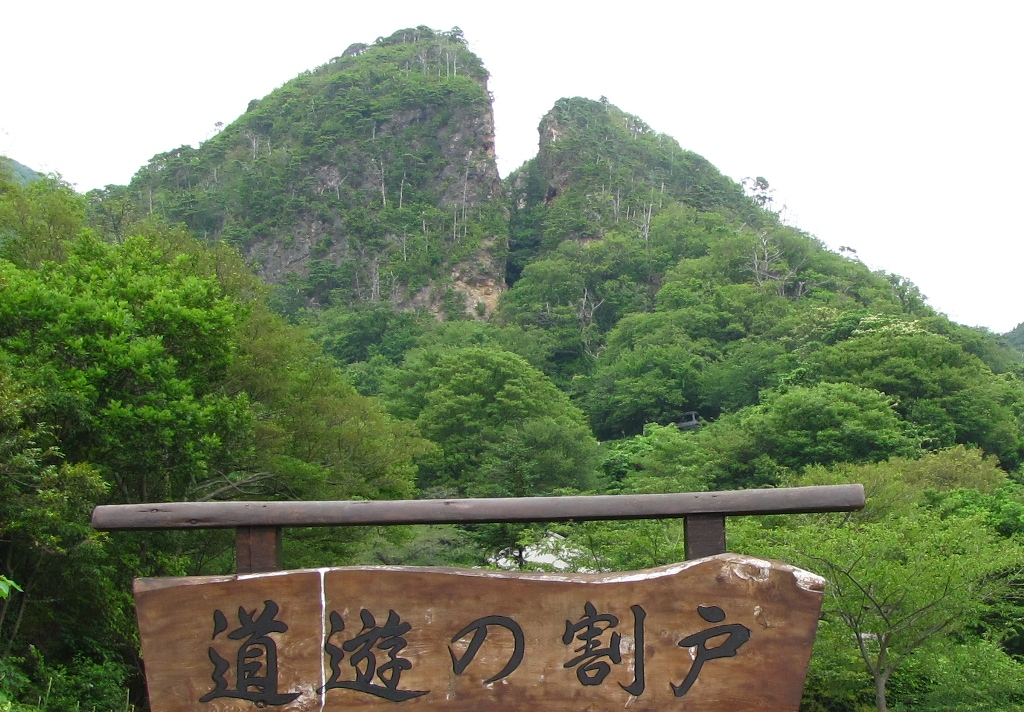
佐渡金山遺跡

新潟縣是日本少有的礦產資源豐富的地區。佐渡島的佐渡金山擁有近四百年的歷史，是江戶幕府的重要財源。在江戶時代的開採最盛時期，佐渡金山一年的金開採量達400公斤，銀產量達40噸，是日本最大的金銀山。江戶時代中期後，佐渡金山的產量減少。但在明治時代之後，隨著近代技術的引入，佐渡金山的產金量再次大幅提高，恢復到了江戶時代的峰值。自1601年開始開採至1989年關閉時，佐渡金山的黃金總產量達78噸，白銀總產量達2,300噸。
新津油田曾是日本最大的油田之一，在明治後期至大正時期達到開採頂峰，但已在1996年關閉。2015年，新潟縣的石油產量佔日本總產量的約三分之二。新日本石油等日本大型石油企業也是創業於新潟縣。現在天然氣是新潟縣出產的主要天然能源，佔日本總產量的近八成。
位於柏崎市、刈羽村的東京電力柏崎刈羽核能發電廠的裝機容量達821.2萬千瓦，是世界規模最大的核能發電廠。
2014年，新潟縣的工業品生產額達46,426億日元，佔日本總量的1.5%。新潟縣的製造業中以食品業比例最高，其次是化工業和金屬製品業。發達的稻米種植業使得新潟縣食品飲料產業發達，盛產各類米菓和日本酒。新潟縣的大型米菓企業有龜田製菓、栗山米菓、三幸製菓等。新潟縣的石油爐等石油燃燒器具的生產量也是日本第一。燕市、三條市則是新潟縣金屬加工業的中心地區:493。

### 第三產業
新潟縣有第四銀行、北越銀行、大光銀行三家地方銀行，其中規模最大的第四銀行總部位於新潟市，北越銀行和大光銀行的總部位於長岡市。2013年，新潟縣的商品銷售額達61982.69億日元。新潟縣近六成的批發業銷售額和近四成的零售業銷售額集中在新潟市。新潟縣在地的大型商業企業有Axial Retailing、魚六等
2015年，到訪新潟縣觀光的遊客數達7744.67萬人，和前一年相比增加6.1%。新潟縣內滑雪場數量眾多，位列日本第三。但1990年代之後日本的滑雪人口急劇減少，使眾多滑雪場面臨嚴峻局面。

## 文化

### 方言
新潟縣本土地區的方言總稱為越後方言，又可分為上越地方的西越方言、中越地方的中越方言、下越地方的北越方言。佐渡島則使用佐渡方言:3。新潟縣地處日語東西方言的分界地帶，加上面積廣大，因此方言也較為複雜。西越方言西部的西端越方言受到北陸方言的影響，發音屬於京阪式重音。其他地區的西越方言則受到長野縣方言的影響:2。中越北部方言是新潟縣最具代表性的方言，而中越南部方言則有關東方言的色彩:2。北越方言中的東蒲原方言受南奧方言的影響，而岩船·北蒲原方言则受到北奥方言的強烈影響:2。阿賀野川以北地區的方言因發音相同，屬於一假名方言:4。佐渡島在古代曾是流放之地，加上開發比對岸的下越地方更早，航海交通發達，使得佐渡方言雖然西日本方言的色彩較強，但也融合了其他地區的特色:7。

### 漫畫
新潟縣的知名漫畫家眾多，有「漫畫王國」之稱。出身於新潟縣的著名漫畫家有日本棒球漫畫第一人水島新司、《犬夜叉》作者高橋留美子、《神劍闖江湖》作者和月伸宏、《頭文字D》作者重野秀一、常盤莊住民之一的赤塚不二夫等人。新潟市設有動畫漫畫訊息館，展示新潟縣漫畫家的代表作並舉辦動漫文化活動。

### 節慶活動

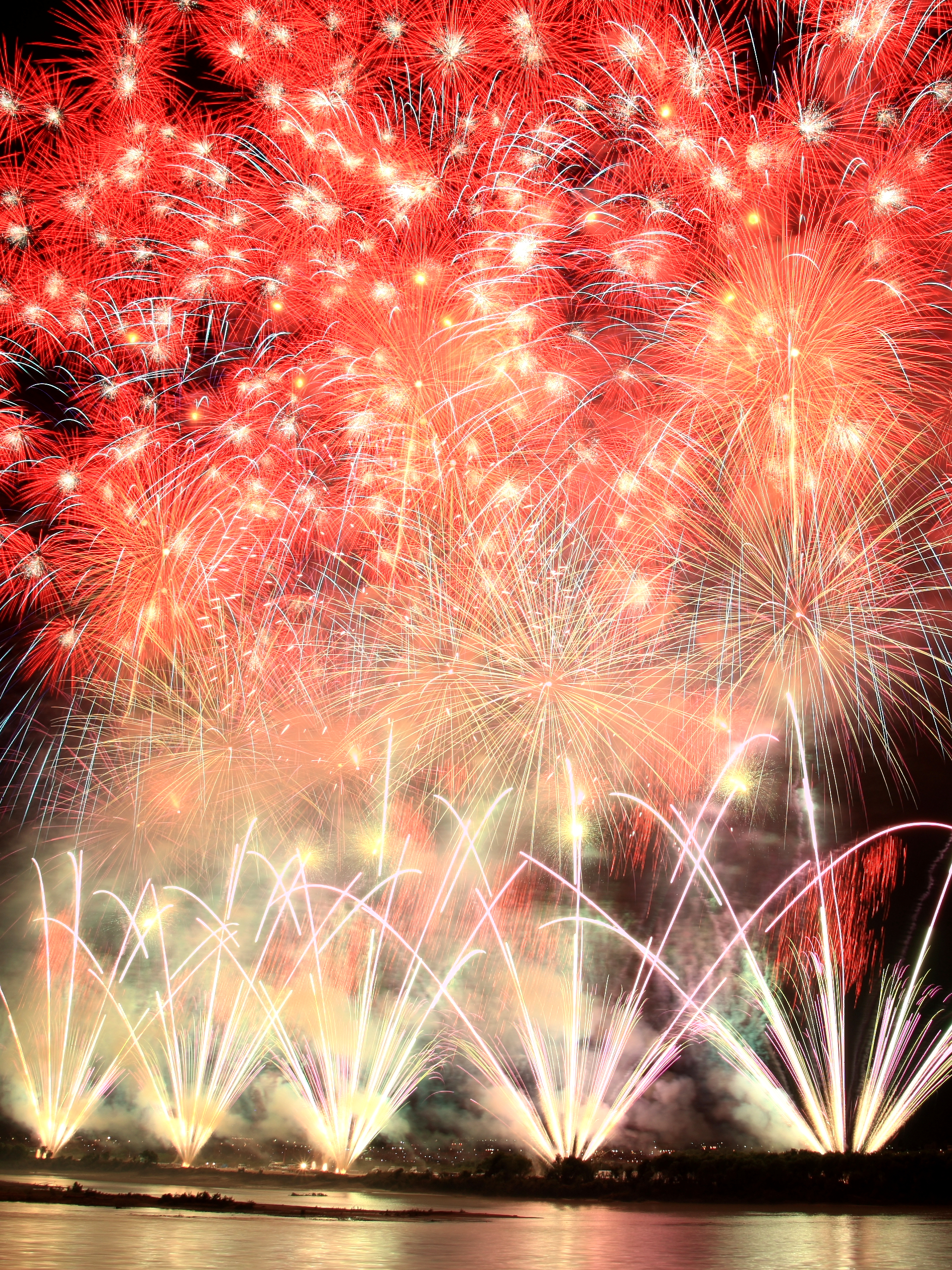
長岡祭的煙花大會是日本三大煙花大會之一

每年8月1日至3日舉辦的長岡祭是長岡市規模最大的節慶活動，開始於1946年，原本是促進長岡市在大空襲後復興的活動。現在的長岡祭則以日本三大煙花大會之一的長岡祭煙花大會而著稱。上越市的高田城種植有約4.000株櫻花。每年四月舉辦的高田城百萬人觀櫻會是日本三大夜櫻之一。長岡市山古志的牛角突是一種鬥牛活動，也是日本的重要非物质民俗文化财产。

### 飲食

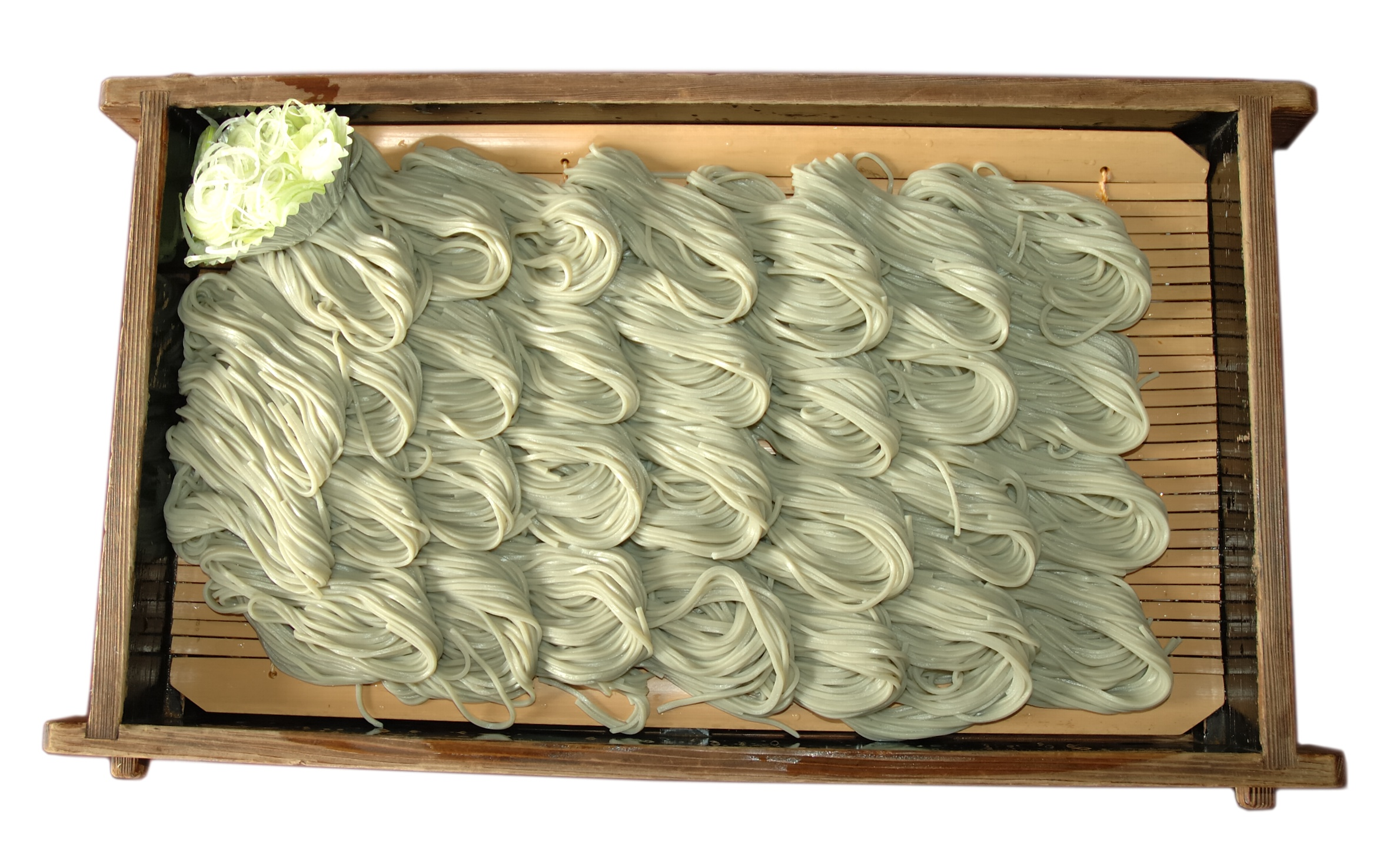
片木蕎麥麵

豐富的農業資源造就了新潟縣獨特的飲食文化。笹糰子是盛行於新潟縣的和菓子，和粽子有類似之處。片木蕎麥麵是發祥自魚沼地方的一種蕎麥麵條，以在揉麵過程中加入布海苔而著稱。新潟縣還是日本人均清酒消費量最多的縣，並且是日本第三大清酒產地。

### 媒體
新潟日報是新潟縣最大的地方報紙，是1942年新聞統制政策下由新潟日日新聞、新潟縣中央新聞、上越新聞三家報紙合併而成。新潟縣有NHK新潟放送局、日本新聞網的新潟放送（BSN）、富士新聞網的新潟綜合電視台（NST）、日視新聞網的TV新潟放送網（TeNY）、全日本新聞網的新潟電視台21（UX）五家電視台。

### 體育
新潟天鵝是一家綜合體育俱樂部，其足球部門現在參加日本甲組職業足球聯賽，棒球部門參加棒球挑戰聯盟比賽、籃球部門參加B聯賽比賽新潟體育場竣工於2001年，是2002年世界杯足球賽的舉辦場地之一，現在是新潟天鵝的主場。竣工於2009年的新潟縣立野球場是新潟首個全人工草皮棒球場，舉辦過職業棒球賽事。

### 教育
新潟大學設立於1949年，是新潟縣最大的綜合性大學。新潟大學的醫學院是舊六醫大之一，有著悠久的傳統。現在新潟大學設有十個學院，學生人數超過1萬人。創建於1978年的上越教育大學和創建於1976年的長岡技術科學大學是新潟縣的另兩所國立大學。新潟縣有新潟縣立大學、新潟縣立看護大學、長岡造形大學三所公立大學，以及長岡大學、新潟產業大學、新潟工科大學等十一所私立大學。位於新潟縣南魚沼市的國際大學是日本首個大學院大學。

## 交通

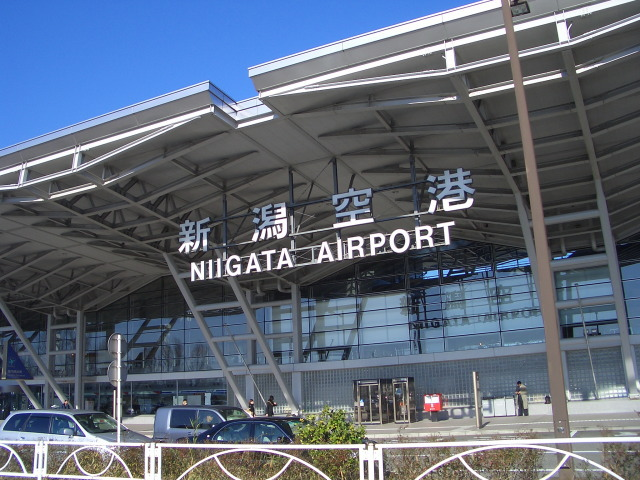
新潟機場

新潟縣的大部分鐵路路線由東日本旅客鐵道（JR東日本）運營。JR東日本在新潟縣內運行有信越本線、羽越本線、上越線、米坂線、磐越西線、只見線、越後線、弥彥線、白新線、飯山線十條在來線和上越新幹線、北陸新幹線（僅限上越妙高站）兩條新幹線。通過上越新幹線自新潟市出發最快只需要不到1小時40分就可以到達東京。新潟市內的JR在來線被設定為大都市近郊區間，在票價上有特殊規則。西日本旅客鐵道（JR西日本）在新潟縣內運行有北陸新幹線（上越妙高站至糸魚川站區間）和大糸線兩條路線。新潟縣還有北越急行（運行有北北線）和越後心跳鐵道（運行有妙高躍馬線和日本海翡翠線兩條路線）兩家第三部門鐵道公司。
新潟縣內有關越自動車道、北陸自動車道、上信越自動車道、磐越自動車道、日本海東北自動車道五條高速公路。由於新潟縣面積較大，因此縣內的高速巴士運行班次較多，是縣內各主要城市之間重要的交通方式。新潟縣的主要港口有新潟港、直江津港、兩津港等地。其中新潟港是日本海沿岸規模最大港口之一，分為以客運為主的西港區和以貨運為主的東港區兩個港區。佐渡汽船經營有往來新潟縣本土和佐渡島之間的渡輪，是佐渡島重要的聯外交通方式。新潟縣有新潟機場和佐渡機場兩個機場。新潟機場位於阿賀野川河口附近，跑道全長2500米，是日本海沿岸的據點機場之一。現在新潟機場運行有七條日本國內航線和六條國際航線。2015年，新潟機場全年乘客數約有98萬人。佐渡機場開業於1959年，目前並沒有定期航班。

## 觀光

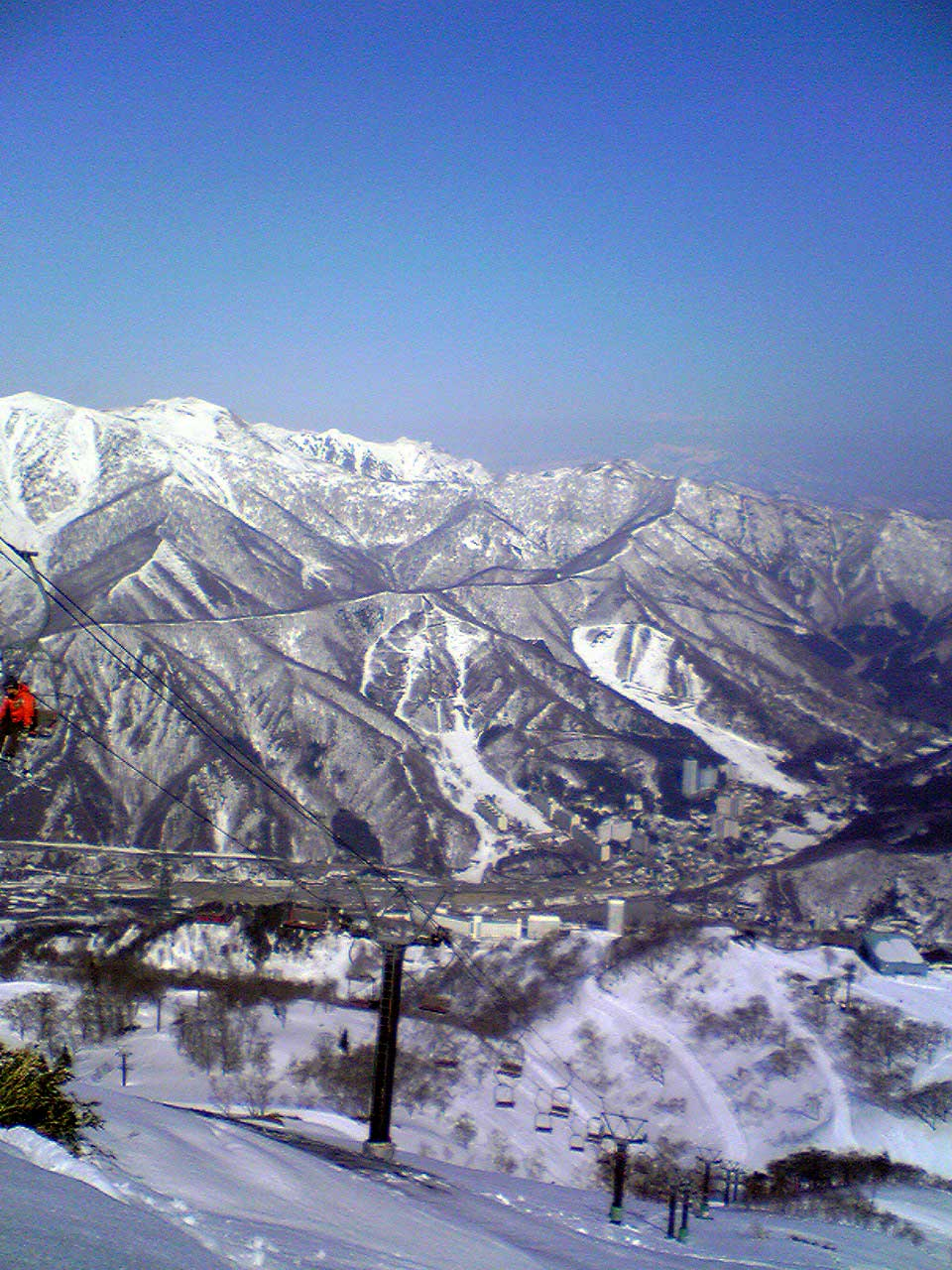
位於湯澤町的苗場滑雪度假區

新潟縣地形變化多樣，自然觀光資源十分豐富。上越地方的糸魚川市是日本著名的翡翠產地，親不知斷崖是古代北陸道的天險，但今日可通過日本首條海上高速公路暢行無阻地的通行這裡。糸魚川地質公園是日本首個世界地質公園。妙高市的赤倉溫泉是日本唯一的藩營溫泉，現在不僅是新潟縣主要溫泉度假地，還帶有滑雪場。魚沼市的奧只見水庫是日本最大的重力式水庫，湖面有遊船運行。湯澤町的苗場滑雪場不僅是日本最大的滑雪度假地之一，每年夏季還是富士搖滾音樂祭的主辦地。
新潟市的北方文化博物館在昔日是地主的豪宅，是日本戰後首個私立博物館，展示了當地具特色的美術工藝品和考古資料。白山公園是日本最初的25處都市公園之一，以荷蘭式庭園而著稱，被選入日本都市公園100選之一。新發田市的清水園是新潟縣最具代表性的日本庭園之一，被日本政府認定為名勝。佐渡島的宿根木是新潟縣唯一的重要傳統的建造物群保存地區。佐渡海府海岸擁有火成岩、玄武岩等多種地形，是日本海沿岸著名的海岸觀光地。

## 註释
1. ↑  「潟」在繁體中文和简体中文中写法相同，國語发音同「细」，粵語发音同「式」，意义为盐水浸渍的土地。注意“舄”、“寫”（写）、“冩”的差別。

## 外部連結
- 新潟縣官方網站 （页面存档备份，存于） （日語）（英文）（简体中文）（繁體中文）（俄文）
- 新潟縣观光联盟 （页面存档备份，存于）